# Félix Despagnet
Pour les articles homonymes, voir Despagnet.
Félix Despagnet, né le 8 juin 1854 à Aire-sur-l'Adour et mort le 11 août 1902 à Saint-Cloud, est un ophtalmologue français. 

## Biographie
Félix Jean Édouard Despagnet naît le 8 juin 1854 à Aire-sur-l'Adour, où il étudie au collège. Il effectue des études de médecine à Paris et est reçu docteur en 1887. Devenu chef de clinique, il se spécialise en ophtalmologie. Il ouvre deux cabinets, à Paris et Biarritz, et deux cliniques gratuites, à Paris et Bayonne. Il fonde une société de secours mutuel pour médecins. Il est secrétaire du journal Recueil d’ophtalmologie, secrétaire général de la société d’ophtalmologie de Paris et président de la société française d'ophtalmologie de 1895 à 1897. Il est fait chevalier de la Légion d'honneur en 1894 et meurt à 48 ans le 11 août 1902 à Saint-Cloud.  

## Hommages
- Une rue porte son nom à Aire-sur-l’Adour. Elle relie sur plus d’un kilomètre l’avenue des Pyrénées à la place Sainte-Quitterie[3].
- Un buste à son effigie a été érigé en 1903 à Aire-sur-l’Adour. Il est financé par le corp médical de Paris, des Landes et des Basses-Pyrénées, l’association landaise de Paris (fondée par Despagnet), sa veuve, le sénateur-maire de la commune, Victor Lourties, et le personnel des chemins de fer de l’État. Il est réalisé par le sculpteur Jules Jacques Labatut et inauguré le 27 septembre[4].

## Publications
- Clinique des maladies des yeux du Dr Galezowski, Paris, Baillière, 1882, 151 p. (présentation en ligne)
- De l'Iridochoroïdite suppurative dans le leuçome adhérent de la cornée, Paris, Alcan, 1887, 56 p. (présentation en ligne)
- Traité élémentaire d'ophtalmologie, Paris, Alcan, 1894, 944 p. (présentation en ligne, lire en ligne)